# Police (okres Třebíč)

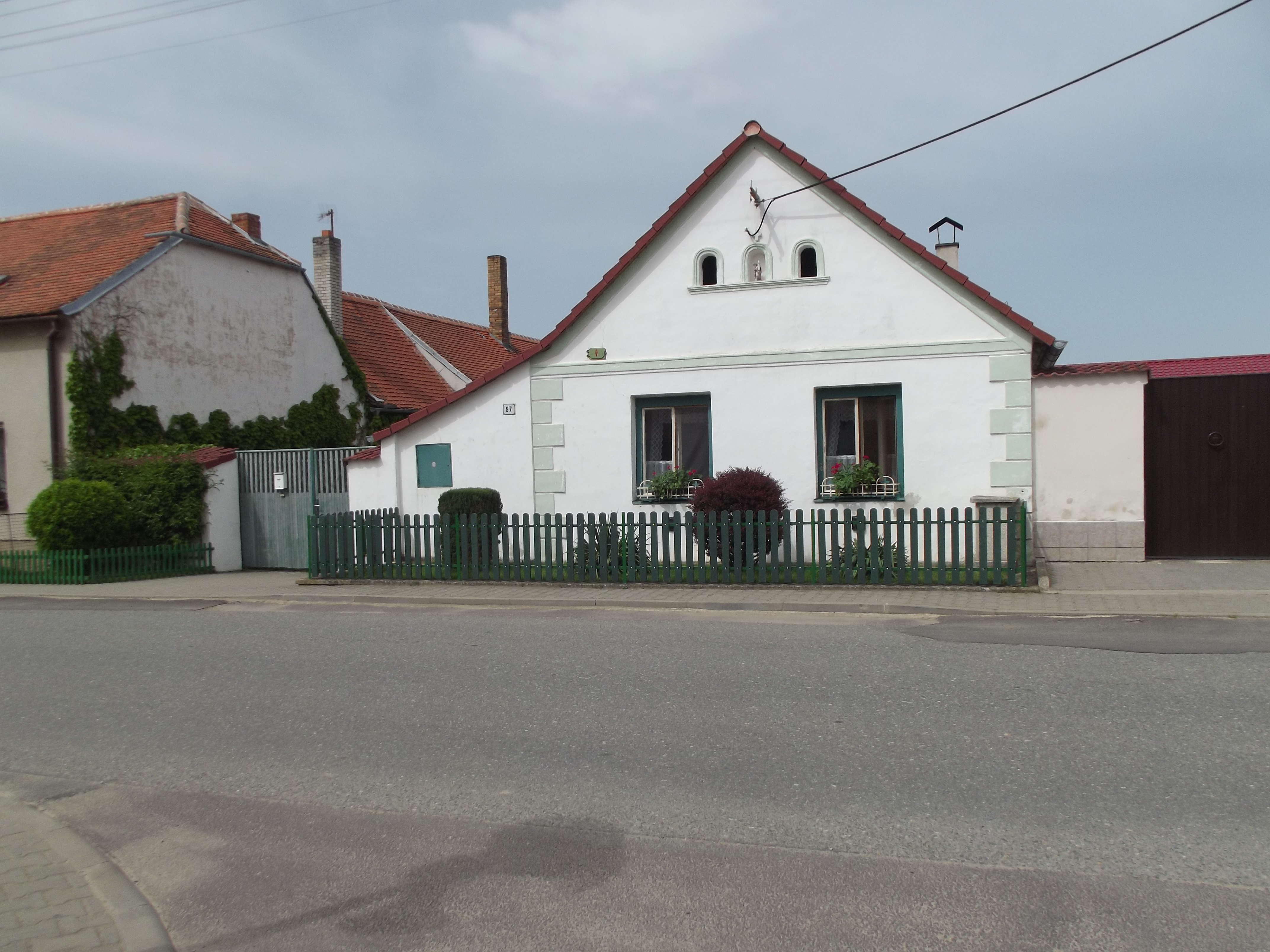

Police (německy Pullitz, dříve též Politz, Policz, Policze, Polocze, Puhlitz a Pulice) je obec v okrese Třebíč v Kraji Vysočina. Leží asi šest kilometrů jihovýchodně od města Jemnice. Žije zde 317 obyvatel. Je to nejjižnější obec Kraje Vysočina.
Policí prochází silnice z Jemnice do Vysočan a silnice z Dančovic do Kostníků.
Sousedními obcemi sídla jsou Lubnice, Bačkovice, Radotice, Kostníky a Jiratice.

## Název
Jako jméno vsi slouží obecné police ve starším významu "otevřený a rovný, výše položený terén". Židovský název obce v hebrejštině zní פוליץ.

## Geografie
Na západním okraji zastavěného území obce se nachází významná křižovatka silnic, ze západu na východ vede silnice z Dešné a Dančovic do Kostníků, ze severu na jih pak vede silnice z Jiratic do Vysočan. Při okraji území obce z této silnice vychází severním směrem silnice do Kostníků a západním směrem užitková silnice ke kamenolomu Police. Na severním okraji území obce vychází ze silnice do Jiratic západním směrem silnice do Radotic. Na západním okraji území obce vychází jižně ze silnice do Dešné silnice do Lubnice. Ze zastavěného území obce severně vychází užitková silnice s alejí do Kostníků, jižně silnice kolem synagogy k židovskému hřbitovu a jihozápadně k silnici do Dešné. 
Většina území obce je využívána zemědělsky, jen jižní okraj území obce v údolí řeky Želetavky, údolí Jiratického potoka a les Doubrava severně od zastavěného území obce je zalesněn. Na západním okraji zastavěného území obce se nachází zemědělské družstvo, kousek za severní hranicí území obce se nachází skládka odpadku a u jižního okraje území obce se nachází kamenolom Police. 
Asi 500 metrů severně od hranice území obce pramení Jiratický potok, ten pak teče jižně, teče podél lesa Doubrava, protéká přes rybník Ve Vosíku, následně se do něj vlévá nepojmenovaný potok, který pramení v rybníku Doubrava, teče přes rybníček Police a soustavu menších rybníků. O cca 200 metrů jižněji se do Jiratického potoka vlévá další nepojmenovaný potok. Jiratický potok pak pokračuje dál jižně, protéká přes rybníky Trkáč a Pod Lípou, následně teče kolem židovského hřbitova a dále údolím jižně k hranici obce, kde je jeho malý úsek zatrubněn a následně u kamenolomu ústí do řeky Želetavky. Řeka Želetavka tvoří celou jižní hranici území obce, na jihozápadním okraji území obce se do Želetavky vlévá nepojmenovaný potok, který tvoří část západní hranice území obce. U zemědělského družstva se nachází Křižní rybník.
Území obce je poměrně kopcovité, nadmořská výška se pohybuje od cca 400 metrů nad mořem v údolí Želetavky na jižním okraji území obce po cca 480 metrů nad mořem na západním okraji území obce. Údolí Želetavky, Jiratického potoka a několik dalších přilehlých údolí jsou poměrně hluboká, západní okraj území obce je výrazně výš, než oblast zastavěného území obce.
Zastavěné území obce se nachází téměř uprostřed území obce, vzhledem k charakteru území se však nachází blíž k části severní hranice území obce, zastavěné území obce je poměrně rozlehlé, v západní části se nachází velký areál zámku Police, jižní část je tvořená bývalou židovskou čtvrtí se synagogou a židovským hřbitovem, severní a východní část je tvořena novější zástavbou. Další oddělená novější zástavba se nachází u rybníka Trkáč. Na západním okraji zastavěného území obce se nachází zemědělské družstvo. Na východním okraji území obce se nachází Bahnův mlýn a nedaleko od něj i kamenolom police. Na jihu území obce v údolí Želetavky se nachází Nový mlýn. 
U silnice do Dešné se nachází památkově chráněné Lipové stromořadí v Polici, severně ze zastavěného území obce vychází nová alej směrem do Kostníků. V obci se nachází zámek Police s muzeem, synagoga a židovský hřbitov.

## Historie
Nejstarší písemná zmínka o Polici se traduje k roku 1020, kdy měl mít ves v držení zprvu zámožný majitel, později se oddávající loupežím a vykrádání kostelů, za což jej měl Konrád, kníže znojemského údělu, uvěznit. Kolem roku 1037 se do oblasti dnešní Police umísťuje i klášter jeptišek, který měl být podle vyprávění za bratrovražedných bojů v knížecí rodině vyloupen, přičemž se jeptišky zachránily skrze podzemní chodbu útěkem do Bítova. V roce 1052 se nacházela jistá ves Pulin mezi dalšími obcemi na Znojemsku, kterými kníže Břetislav obdaroval kostel ve Staré Boleslavi. Podle historika Jiřího Kacetla tvořila Police v raném středověku hospodářské zázemí bítovského hradu a od 1. poloviny 14. století ji vlastnilo několik vladyků v příbuzenském stavu.

### Police ve středověku
První věrohodná písemná zmínka o obci pochází z roku 1343, kdy se po Polici psal Nevhlas (Neblas, Newhlas, Newhlasch, Newhlasius, Newlass), vladyka z rodu erbu tří lupenů či makovic, kdy ručil při prodeji vsi Havraníky louckému klášteru. Členové z tohoto rodu se psali po Brtnice (Dlouhé Brtnici), Lesonicích na Moravskobudějovicku, Polici, Menharticích či Oponešicích. V roce 1348 se připomíná Nevhlas z Lesonic, později pak pět bratrů pět (z Lesonic): Ješek Schössel, Nevhlas (Neplach), Racek či Lanclin, Tvoch a Markvart. Jejich sestrou byla Mudla, manželka Holáče z Držkrajic. V roce 1349 se po Polici psal jejich příbuzný vladyka Filip s bratrem Heršem (či Hrzkem), farářem ze Stonařova, taktéž erbu tří makovic, kdy se oba domluvili na společné držbě majetku.

#### Filip z Police
V roce 1351 je v pramenech uváděn Filip z Police, jehož pečeť nesla taktéž znak tří makovic. Filip v tomto roce zakoupil na Hrotovicku dvůr a čtyři podsedky v Dolních Dubňanech, v roce 1355 ves Luka u Jemnice a její další část obdržel v roce 1358. Filipovou manželkou byla Eliška z Pálovic, která byla v roce 1360 již vdovou. V roce 1368 je zmiňován jeho syn Petr, v roce 1378 dcera Dorota, manželka Bohuše z Bělčovic a roku 1385 dcera Anežka, manželka Viléma z Lechovic. Vdova Eliška z Pálovic se podruhé provdala za jemnického rychtáře Mikuláše (1360, 1365), potřetí za Předotu z Pálovic. Manželkou syna Petra byla Kateřina, která od něj v roce 1385 obdržela na dvoře v Pálovicích 160 kop. První Lanclinovou manželkou byla Anežka z Dyjic (zmíněna roku 1358) a v roce 1368 je uváděna jeho druhá choť Anna z Horky. Lanclin jí tehdy s bratrem Ješkem (Schössel) přenesl věno na ves Zhořec, na kterém se v roce 1368 spolčila s Filipovým synem Petrem z Police.

#### Aleš z Police
Po Polici se psal v roce 1358 dále Aleš, farář z Plavče a snad bratr či jinak příbuzný Filipa z Police. Roku 1356 koupil od Filipa z Louček (z rozrodu Ranožírovců) hrad s dvěma poplužími, kostelním poddacím a dvěma lány v Dolní Plavči, kde své manželce Johance zapsal věno. Po jeho smrti se stal poručníkem jeho dědiců Nevhlas z Oponešic. Dcerou Aleše z Police byla pravděpodobně Anežka z Police, připomínaná roku 1356 jako manželka Šimona z Nové Vsi (nyní Nové Sady). Aleš měl také syna Odolena, který se zprvu psal po Polici, později po Plavči. V roce 1365 nechala Johanka, vdova po Alšovi z Police, vymazat své věno na Plavči a podruhé se provdala za Markvarta ze Šenkenberka (Šenkenberk, zřícenina u obce Šumná).

#### Hrzek, farář ze Stonařova
Po Filipově smrti zdědil jeho majetek bratr Hrzek (Herš). V roce 1358 obdržel od šlechtice Hostěje ze Slavíkovic spolu s Hostějovými dcerami Budkou a Eliškou dvůr s příslušenstvím ve Slavíkovicích a ve stejném roce odprodal své zboží v Polici svému příbuznému Tvochovi z Police. Mikuláši, rychtáři z Jemnice, a jeho ženě Elišce (znovu provdané vdově po Filipovi z Police) nechal v roce 1360 zapsat na Polici a Loučce 100 hřiven pravého věna. Téhož roku Hrzek odprodal za 300 hřiven část majetku po svém bratru Filipovi ve vsi Louka, Sedlice a Hradiště Hynkovi Tluksovi a Ješkovi z Batelova a Pacova. Při této obchodní transakci mu ručili Nevhlas z Oponešic, Ješek Schössel a Aleš z Plenkovic. Nevlas z Oponešic se oženil se Sofií a vzhledem k tomu, že zemřel bezdětný, dědil po něm Jakub z Oponešic, syn Smila z Police (možná Nevlasův synovec či bratranec).

#### Tvoch z Police
Tvoch z Police či Brtnice, jeden z pěti výše jmenovaných bratrů, ručil v roce 1356 se svým bratrem Markvartem Filipovi z Louček při prodeji majetku v Dolní Plavči a v roce 1358 přikoupil od svého příbuzného faráře Hrzka ze Stonařova popluží v Polici. V roce 1365 zapsal své manželce Elišce na Polici věno šest hřiven příjmu a naposledy je v pramenech zmíněn v roce 1368, kdy v Polici prodal (až na tři louky) Seidlinovi z Lubnice jeden a půl lánů s mlýnem. Jeho bratr Makrvart, se psal v roce 1355 podle vsi Bohušic u Moravských Budějovic. Jeho manželkou byla Kateřina, které v roce 1366 zapsal roční důchod v Lipňanech a v Bohušicích. Markvartova dcera Anna se provdala za Hojka z Ústrašína, purkrabího na Roštejně. Markvart dceři daroval věnem celou ves Bělčovice s tvrzí, dvorem, sedmi lány a osmi podsedky. V roce 1376 protestoval proti odprodeji dědičného věna své dcery Seidlinovi a Bohušovi z Lubnice. Anna byla podruhé provdaná za Nevhlase z Biskupic. Nevlas z Lesonic, pátý z bratrů erbu tří makovic, se připomíná se svou chotí Eliškou v roce 1369.

#### Smil z Police
S Filipem a Hrzkem z Police byl rovněž příbuzný Smil z Police (z rozrodu Ranožírovců Oldřicha ze Želetavy). Smil je v roce 1358 připomínán jako synovec Oldřicha z Našiměřic, jehož chotí byla v té době Markéta z Našiměřic. V roce 1371 prameny zmiňují jeho manželku Kateřinu ze Zahrádek, neteř Peškovu / Peslinovu, které Smil zapsal na tvrzi a dvoře v Polici tři hřivny věna a v roce 1379 převedl Kateřině 75 kop věna z Police na Bohušice (půl tvrze a dvora s příslušenstvím), přičemž Vilémovi Babkovi zapsal na Polici třetinu tvrze, dvora a dvě popluží, čtyři a půl lánů, devět podsedků a vše, co tu ve vsi měl. Svůj majetek v Menharticích odprodal Ondřeji z Martinic a jeho synovci Benešovi. Ondřej pak na Menharticích zapsal věno své manželce Kateřině (roku 1385), v roce 1392 nakonec ale tvrz a dvůr v Menharticích odprodal Albrechtu ze Slatiny, který se psal taktéž po Polici. Ve stejném roce Smil odprodal ves Chvalkovice rychtáři Martinovi z Jemnice, rytíři Jiljínovi a Beneši z Jemnice, tři části vsi Bačkovice Bohuši z Lubnice (též z Bačkovic) a jednu část Bačkovic Filipu z Lubnice (též z Mešovic).
Smilovými dětmi byli: synové Jan a Jakub z Oponešic a dcera Geruše z Kyjovic. Jan je v roce 1390 připomínán jako farář v Budči a bítovský děkan. Syn Jakoubek z Oponešic spolupečetil v roce 1407 s Mikšíkem z Plenkovic, purkrabím na Cornštejně, listinu bratří Jana a Aleše Bítovských z Lichtenburka, poručníků sirotků po Albrechtovi Cornštejnském z Lichtenburka. Ve společnosti Lichtenburků je zmiňován také v roce 1414 a roku 1417. Jakubovou první manželkou byla Dorota, sestra Ryvoly a Mikšíka (řečeného Roman), majitelů Předína a Dašovic. Druhou manželkou byla Anna, dcera Strnada z Budkova. Jakub z Oponešic zemřel kolem roku 1427.

#### Pelhřim z Police
Z neznámého rodu (pravděpodobně rakouského) pocházel Pelhřim z Police (Pilgrim v. Pullitz), kterého v roce 1385 jeho zeť Albrecht ze Slatiny („Albrecht de Castello alias de Slatina”) určil poručníkem svých dětí a v roce 1386 zapsal Pelhřim své choti Dorotě (Dorothea v. Latein) na Polici 75 kop věna. V roce 1387 se Pelhřim a Albrecht ustanovili vzájemně poručníky svých dětí (v roce 1406 ale své poručnictví nad dětmi Albrechta předal jeho synovi Milotovi z Heršic) a v roce 1390 zapsal Pelhřim své manželce na Polici 50 kop grošů věna, načež ho Albrecht vzal na Heršicích na spolek. Ve stejném roce (1390) jej vzal na spolek v Norovicích (Urwitz, nyní Vnorovice) Filip z Lubnice a Pelhřim na oplátku na Polici. Další spolek utvořil Pelhřim na Polici, Lubnici a Norovicích v roce 1399 s Jakubem z Oponešic a Milotou z Heršic, přičemž se vzájemně stali i komisaři svých dětí. V roce 1406 vzal Pelhřima na spolek ve vsi Bělčovicích Jan z Rudolce. V roce 1409 disponoval Pelhřim dědictvím po zemřelém Filipovi z Lubnice a tento rok také prodal Heleně z Lubnice a jejímu synovi Michalovi popluží v Lubnici a půl patronátního práva k tamní kapli svatého Jiří a svaté Kateřiny, zřízené Seifridem z Hafnerluden (nyní Lubnice, rod původně z dolnorakouského Sichelbachu). V roce 1412 Pelhřim nakonec Vnorovice odprodal Mikuláši a Ondřejovi ze Zahrádek. Švagrem nevlastní matky Pelhřimovy manželky byl Martin z Radotic, syn jemnického rychtáře Mikuláše. Pelhřim patřil ke klientele Lichtenburků a zemřel roku 1427.

#### Jan z Kostník
V úzkém kontaktu k Lichtenburkům na Bítově a Cornštejně stál i další obyvatel a později majitel polické tvrze Jan z Kostník (Gößling, erbu srnčí hlavy). Janovou první chotí byla Dorota, sestra Pelhřima z Police. Po její smrti se stala jeho druhou chotí Anna, dcera z prvního manželství Albrechta ze Slatiny. O její věno se soudil v roce 1407 s Kateřinou (vdovou po Albrechtu ze Slatiny) a s Eliškou z Hradce. Svými zástupci při těchto sporech ustanovil Jakoubka z Oponešic, jemnického soudce, a Pelhřima z Police, svého švagra. Jeho stejnojmenný syn Jan odprodal v roce 1437 ves Polici s tvrzí, dvěma poplužími a třemi rybníky Adamovi z Bačkovic.

### Police v 15. až 17. století
Adam z Bačkovic (erbu jeleních parohů) seděl na Polici v letech 1437–1463. Jeho synové Jan (majitel v letech 1463–1466) a Hynek (majitel v letech 1466–1522) započali v 2. polovině 15. století s pozdně gotickou přestavbou tvrze. Na přelomu 15. a 16. století na Polici sídlil Adamův stejnojmenný vnuk (Adam z Bačkovic), přísedící zemského soudu v Brně, který držel mimo Police a Bačkovic také Jaroslavice (Joslowitz) a Nový Hrádek. Jeho dcera Eva se provdala v roce 1522 za svého poručníka Viléma Kunu z Kunštátu. Roku 1524 prodali „Polici s tvrzí a půltuctem okolních vesnic” panu Janovi Tavíkovskému z Tavíkovic (roku 1534 purkrabí znojemského markraběcího hradu). Jana z Tavíkovic a jeho manželku Kateřinu z Puchheimu připomínal nad příjezdovou bránou do kamene vytesaný nápis s erby pánů z Tavíkovic a Puchheimu (roku 1534). Po Janovi držel Polici Václav Tavíkovský (připomínán roku 1562 a roku 1568). Majetek zdědila jeho ovdovělá dcera Eva Tavíkovská z Tavíkovic (Valdštejnová), která v roce 1590 vše odkázala svému druhému manželovi Jiřímu Kryštofovi Teufelovi z Guntersdorfu (Georg Christoph Teufel v. Guntersdorf, † 1608).
Jiří Kryštof Teufel prodal ves Polici s tvrzí a obcemi patřícími k jeho panství Uršule Lorantové z Inky (Orsolya či Oršoja) Loránth de Inke, která byla druhou ženou Jana Čejky z Olbramovic (Wolframitz). Ten se v roce 1613 psal po Polici, Syrovicích a Bystřici. Za účast na stavovském povstání byl nejprve odsouzen k smrti a nakonec k doživotnímu žaláři. Uršula pocházela z uherského rodu, který získal po šlechtickém rodu Nyáryovců z Bedegu (Nyáry család bedeghi) přes sestru posledního majitele panství Jana Nyáryho a jejího manžela Mikuláše Loranta z Inky (Miklós Loránth de Inke) bzenecké panství. Zároveň byla přes uherský rod Zay von Csömör (Zay z Čemer) v přízni s pány z Puchheimu (László Zay de Csömör a Felizitas von Puecheim). V roce 1625 zapsal polické panství jako dědictví své choti Elišce Zay z Čemer (Erzsébet Zay de Csömör) uherský šlechtic Benedikt Palásthy z Kosihovic či Kesejova (Benedek Palásthy et Keszihócz), pán na Slavičíně.

### Police za Berchtoldů z Uherčic
V roce 1633 přikoupil Jakub Berchtold ke svému uherčickému panství také Polici, kterou Berchtoldové drželi až do roku 1821 (Matyáš Arnošt z Berchtoldu, 1678 František Karel hrabě Berchtold, hrabata František Antonín a 1720–1786 Adam Ignác Berchtold, dcera hraběnka Marie Vilemína, 1811 buchlovická větev rodu). Jakub Berchtold ještě tentýž rok rozšířil panství o Kostníky s cihelnou a Lovčovice od hraběte Václava Kořenského z Terešova (Korzensky von Thereschau), v roce 1636 od Benedikta Palásthy o Kojetice, Hornice, Dědice a Bačkovice a v roce 1693 k panství přibyly Županovice a Dešná. Polické panství sestávalo ze zámku, pivovaru, hospodářského dvora, ovčína, mlýnů, pily, ovocné zahrady a chmelnice, rybníků, vápenky a dalších obcí. Renesanční části zámku byly za Jakuba Berchtolda navýšeny o druhé patro, přibyly správní a hospodářské budovy s průjezdem. Na barokních úpravách se podílel italský barokní sochař a štukatér Baldassare Fontana. Nové dvoupatrové křídlo na jihu umožnilo lepší přístup do prostorných zahrad.

### Poslední majitelé
Po Berchtoldech držel Polici hrabě August von Segur, francouzský emigrant v Uhrách, po něm synové Julio a Artur hrabata Segur. Poslední pak zámek prodal městu Znojmu (1860–1872). Max Springer koupil Polici v roce 1872, po něm Leopold hrabě Šternberk v roce 1885 a nakonec v roce 1872 Alfred Wražda z Kunvaldu (1887–1945).
Na jaře roku 1925 proběhlo v rámci čsl. pozemkové reformy přídělové řízení konfiskovaného majetku Alfréda Wraždy z Kunvaldu v katastrálních obcích: Police, Kostníky, Bačkovice, Dančovice, Jiratice, Lubnice, v soudním okrese Jemnice a v politickém okrese Mor. Budějovice dvorů: Police, Kopka, Raimundský dvůr, Šimkův dvůr a Radotice. Celková výměra přídělů činila kolem 360 ha. Lhůta k podávání žádostí o příděl trvala do 18. března 1925 a informace s formuláři žádostí poskytoval přídělový komisař Státního pozemkového úřadu v Mor. Budějovicích.
Po odstoupení pohraničních území v roce 1938 Alfred Vražda z Kunvaldu optoval k protektorátnímu občanství. Starostou obce byl po celou dobu války Josef Tříletý, majitel hostince (po válce prvním předsedou MNV v Polici).
V roce 1945 byl velkostatek Police stařičkému baronovi Alfredovi Vraždovi z Kunvaldu na základě Benešových dekretů zkonfiskován, což se také podepsalo na celkové devastaci obytných i hospodářských budov. V březnu roku 1947 navrhla okresní rolnická komise a rada ONV v M. Budějovicích Zemskému národnímu výboru v Brně parcelaci konfiskovaných lesů. 
Z polického velkostatku obdržely obce: Hornice – les „Velká syrovská stráň” ve výměře 5,60 ha, Kostníky – „Rajmundský les” ve výměře 32,64 ha, Kdousov – „Rajmundský les” ve výměře 14,35 ha, Police – les „Housenec”, les „U Starého mlýna”, les „Hřebouška” v celkové výměře 22,66 ha a lesy z uherčického velkostatku o výměře 19 ha. Starý a nemocný baron Wražda směl dožít ve skromných podmínkách na zámku, kde ve svých 93 letech roku 1948 zemřel. Pohřben byl v obci na obecní náklady.
Do roku 1849 patřila Police do polického panství, od roku 1850 patřila do okresu Dačice, pak od roku 1896 do okresu Moravské Budějovice a od roku 1960 do okresu Třebíč.

## Spolky
V roce 1887 v obci vznikl spolek Losverein Austria, v roce 1889 Dobročin a v roce 1896 byl zřízen spolek dobrovolných hasičů. V roce 1900 pak vznikl odbor Národní jednoty, v roce 1905 Čtenářský spolek a roku 1906 pobočný spolek Zemského ústředního spolku včelařského, roku 1912 vznikl Hospodářský spolek a po roce 1918 i Sokol a Orel. Dne 12. dubna 1926 se v Polici konstituovalo dělnické spotřební družstvo Vzájemnost — Včela, jehož prodejna se nacházela v domku komunisty Aloise Vondráka.
V roce 1949 bylo v Polici založeno JZD, to bylo roku 1961 sloučeno s JZD Jiratice a vzniklo tak JZD Doubrava. Do toho pak roku 1975 bylo sloučeno JZD Kostníky-Kdousov. Po druhé světové válce byla ve vsi kromě školy postavena též nová budova zemědělského družstva.

## Školství
V roce 1869 byla založena škola, v roce 1890 byla rozšířena na dvojtřídku a roku 1911 byla rozšířena na trojtřídku. V roce 1978 byla postavena nová budova školy, kromě toho i budova mateřské školy.

## Židovská obec
Židé se usadili v horní části vsi již za Adama z Bačkovic (hrabivce), kde měli svou školu i synagogu. Za pánů Berchtoldů byli Židé vykázáni do dolejší části vsi „Housence“ a od obce odděleni drátem. V židovské obci se nacházela nová synagoga a škola, do které chodili i křesťané. Židé obchodovali s obilím, střižným zbožím a penězi. Na okraji gheta se nalézal židovský hřbitov. V letech 1787 až 1848 zde žilo 22 rodin. Po zrušení omezujících židovských zákonů se Židé počali stěhovat do měst a roku 1891 byla nakonec židovská obec v Polici připojena k židovské obci v Jemnici. S úbytkem židovského obyvatelstva se započalo úřadovat od roku 1883 v českém jazyce a na památku německého úřadování si obec ponechala staré poštovní razítko „Gemeindeamt Pullitz.“
Předkové Josepha Pulitzera pocházeli z Police (německy „Pulitzer“).

## Současnost
Obec Police v roce 2007 obdržela ocenění v soutěži Vesnice Vysočiny, konkrétně získala ocenění hnědý diplom, tj. diplom za vzorné vedení kroniky. Obec Police v roce 2009 obdržela ocenění v soutěži Vesnice Vysočiny, konkrétně získala ocenění diplom za příkladnou péči o historickou zástavbu obce. Obec Police v roce 2010 obdržela ocenění v soutěži Vesnice Vysočiny, konkrétně získala ocenění oranžová stuha, tj. ocenění za spolupráci obce a zemědělského subjektu. V kategorii obcí v krajském kole soutěže Zlatý erb za rok 2015 obec byla oceněna za své webové stránky, v předchozím roce se v soutěži umístila druhá. V roce 2015 získala obec ocenění v soutěži Vesnice Vysočiny 2015, konkrétně obdržela Cenu naděje pro živý venkov za místní spolkový život a občanskou společnost v obcích. V roce 2016 získala obec ocenění v soutěži Vesnice Vysočiny 2016, konkrétně obdržela diplom za vzorné vedení obecní kroniky.
V roce 2020 byl vyvyrtán nový vrt pro studnu na pitnou vodu, který bude zásobovat pitnou vodou obec Polici, zemědělské družstvo Police a obec Kostníky. Do roku 2019 stačil původní menší vrt, ale buď vlivem sucha nebo podzemním sesuvem se vydatnost snížila.
V zámku v Polici bylo umístěno muzeum RAF, od roku 2020 byla uvedena i expozice o Waldemaru Matuškovi. Dne 27. června téhož roku se muzeum na zámku mělo otevřít.

## Obyvatelstvo
| Rok            | 1869 | 1880 | 1890 | 1900 | 1910 | 1921 | 1930 | 1950 | 1961 | 1970 | 1980 | 1991 | 2001 | 2011 | 2021 |
| -------------- | ---- | ---- | ---- | ---- | ---- | ---- | ---- | ---- | ---- | ---- | ---- | ---- | ---- | ---- | ---- |
| Počet obyvatel | 801  | 747  | 762  | 818  | 804  | 832  | 731  | 560  | 583  | 530  | 455  | 389  | 384  | 347  | 337  |
| Počet domů     | 135  | 144  | 138  | 138  | 140  | 140  | 147  | 166  | 156  | 150  | 141  | 168  | 179  | 183  | 181  |

## Obecní symboly
Znak a vlajka byly obci uděleny rozhodnutím předsedy Poslanecké sněmovny Parlamentu České republiky dne 4. června 1998.

## Politika

### Volby do Poslanecké sněmovny
|       | 2006                | 2010                | 2013                | 2017                | 2021                |
| ----- | ------------------- | ------------------- | ------------------- | ------------------- | ------------------- |
| 1.    | ČSSD (39,53 %)      | ČSSD (30,95 %)      | ČSSD (25,0 %)       | STAN (29,75 %)      | SPOLU (29,18 %)     |
| 2.    | KSČM (20,93 %)      | KSČM (20,0 %)       | KSČM (19,89 %)      | ANO (21,95 %)       | ANO (22,7 %)        |
| 3.    | ODS (15,34 %)       | VV (15,23 %)        | ANO 2011 (18,87 %)  | KSČM (11,7 %)       | SPD (11,35 %)       |
| účast | 68,57 % (216 z 315) | 69,41 % (211 z 304) | 66,44 % (196 z 295) | 71,93 % (205 z 285) | 67,64 % (186 z 275) |

### Volby do krajského zastupitelstva
|      | 1.                       | 2.             | 3.                        | účast               |
| ---- | ------------------------ | -------------- | ------------------------- | ------------------- |
| 2000 | 4KOALICE (32,83 %)       | KSČM (28,35 %) | ČSSD (13,43 %)            | 24,82 % (73 z 294)  |
| 2004 | KSČM (24,46 %)           | SNK (21,27 %)  | KDU-ČSL (19,14 %)         | 29,84 % (94 z 315)  |
| 2008 | ČSSD (40,41 %)           | KSČM (18,49 %) | ODS (14,38 %)             | 47,25 % (146 z 309) |
| 2012 | STO (45,58 %)            | KSČM (17,64 %) | ČSSD (16,91 %)            | 50,17 % (145 z 291) |
| 2016 | STO (63,8 %)             | ČSSD (12,26 %) | ANO 2011 (7,36 %)         | 56,21 % (163 z 290) |
| 2020 | ODS+STO (35,24 %)        | ANO (21,31 %)  | Piráti (13,11 %)          | 43,97 % (124 z 282) |
| 2024 | ODS+TOP 09+STO (38,65 %) | ANO (34,45 %)  | SPD+Trikolora+PRO (8,4 %) | 47,29 % (122 z 258) |

### Prezidentské volby
V prvním kole prezidentských voleb v roce 2013 první místo obsadil Miloš Zeman (56 hlasů), druhé místo obsadil Jan Fischer (34 hlasů) a třetí místo obsadil Karel Schwarzenberg (34 hlasů). Volební účast byla 68,84 %, tj. 201 ze 292 oprávněných voličů. V druhém kole prezidentských voleb v roce 2013 první místo obsadil Miloš Zeman (136 hlasů) a druhé místo obsadil Karel Schwarzenberg (66 hlasů). Volební účast byla 70,00 %, tj. 203 ze 290 oprávněných voličů.
V prvním kole prezidentských voleb v roce 2018 první místo obsadil Miloš Zeman (85 hlasů), druhé místo obsadil Jiří Drahoš (56 hlasů) a třetí místo obsadil Pavel Fischer (15 hlasů). Volební účast byla 68,20 %, tj. 193 ze 283 oprávněných voličů. V druhém kole prezidentských voleb v roce 2018 první místo obsadil Miloš Zeman (116 hlasů) a druhé místo obsadil Jiří Drahoš (86 hlasů). Volební účast byla 71,58 %, tj. 204 ze 285 oprávněných voličů.
V prvním kole prezidentských voleb v roce 2023 první místo obsadil Andrej Babiš (75 hlasů), druhé místo obsadila Danuše Nerudová (44 hlasů) a třetí místo obsadil Petr Pavel (32 hlasů). Volební účast byla 70,45 %, tj. 186 ze 264 oprávněných voličů. V druhém kole prezidentských voleb v roce 2023 první místo obsadil Andrej Babiš (94 hlasů) a druhé místo obsadil Petr Pavel (91 hlasů). Volební účast byla 68,63 %, tj. 186 ze 271 oprávněných voličů.

## Pamětihodnosti
- Tvrz z roku 1371, v roce 1534 přestavěna v renesanční zámek. Roku 1636 byl zámek přestavěn do barokní podoby, kterou má dodnes.
- Synagoga v Polici z roku 1759
- Židovský hřbitov v Polici
- Pomník padlým z 23. května 1923
- Boží muka při silnici do Bačkovi v tzv. Lipách
- Socha svatého Františka Xaverského z poloviny 19. století
- Kaple v Hájku u Kostník
- Lipové stromořadí u silnice do Dančovic

## Osobnosti
- Leopold Berchtold (1863–1942), šlechtic, politik
- Gustav Heidler (1883–1930), poslanec RNS ČSR, národohospodář, právník
- Jan Heidler (1883–1923), historik a spisovatel
- Ferdinand Heidler (1881–1928), poslanec RNS ČSR, národohospodář, ministr obchodu
- Ferdinand Heidler starší (1811–1880), správce statku v Polici, politik
- Friedrich Heidler (1843–1897), poslanec Moravského zemského sněmu
- Isak Landesmann (1727–1797), filantrop a rychtář
- Drahoslav Makovička (1927–2018), scenárista
- Rudolf Málek (1919–2001), knihovník
- Vlastimil Raab (1924-2002), hudební pedagog a skladatel
- Hanes Reegen (1922–1952), grafik, malíř a básník
- Sigmund Stark (1863–1943), podnikatel

## Spojitost s Pulitzerovou cenou
Jméno obce je dodnes „zakódováno“ v názvu pravděpodobně nejznámější novinářské ceny světa – Pulitzerovy ceny. Tuto cenu založil novinář Joseph Pulitzer, jehož předkové zde v 17. a 18. století žili (odtud německá forma příjmení „Pulitzer“).